# Gągołek
Gągołek (Bucephala albeola) – gatunek średniej wielkości ptaka z rodziny kaczkowatych (Anatidae), zamieszkujący Amerykę Północną. Nie jest zagrożony.

## Systematyka
Gatunek ten po raz pierwszy zgodnie z zasadami nazewnictwa binominalnego opisał w 1758 roku Karol Linneusz w 10. edycji Systema Naturae. Autor nadał gatunkowi nazwę Anas Albeola i podał, że występuje on w Ameryce; później uściślono, że miejscem typowym była Nowa Fundlandia. Obecnie gatunek ten umieszczany jest w rodzaju Bucephala. Nie wyróżnia się podgatunków.

## Występowanie
Alaska, Kanada oraz lokalnie północno-zachodnie i północno-środkowe USA. Zimuje od południowej Alaski, Wielkich Jezior i Nowej Szkocji na południe aż po północny Meksyk.
W Polsce do 2009 stwierdzony 3 razy, ze względu jednak na to, że nie ma pewności, czy były to pojawy naturalne, gatunkowi temu nadano kategorię D w klasyfikacji AERC i nie jest on zaliczany do krajowej awifauny.

## Morfologia
Samiec większy od samicy. Długość ciała 33–41 cm, długość skrzydła 15–18 cm, rozpiętość skrzydeł 51–61 cm; masa ciała: samce 335–600 g, samice 230–470 g. Duża głowa, czarna, z białą plamą, która ciągnie się od oka na kark. Plecy oraz kuper czarne. Pierś, boki i brzuch białe. Samica – głowa ciemna; plecy ciemne, boki szare, brzuch oraz pierś białe. W locie widać na skrzydłach duże, białe plamy.

## Ekologia i zachowanie

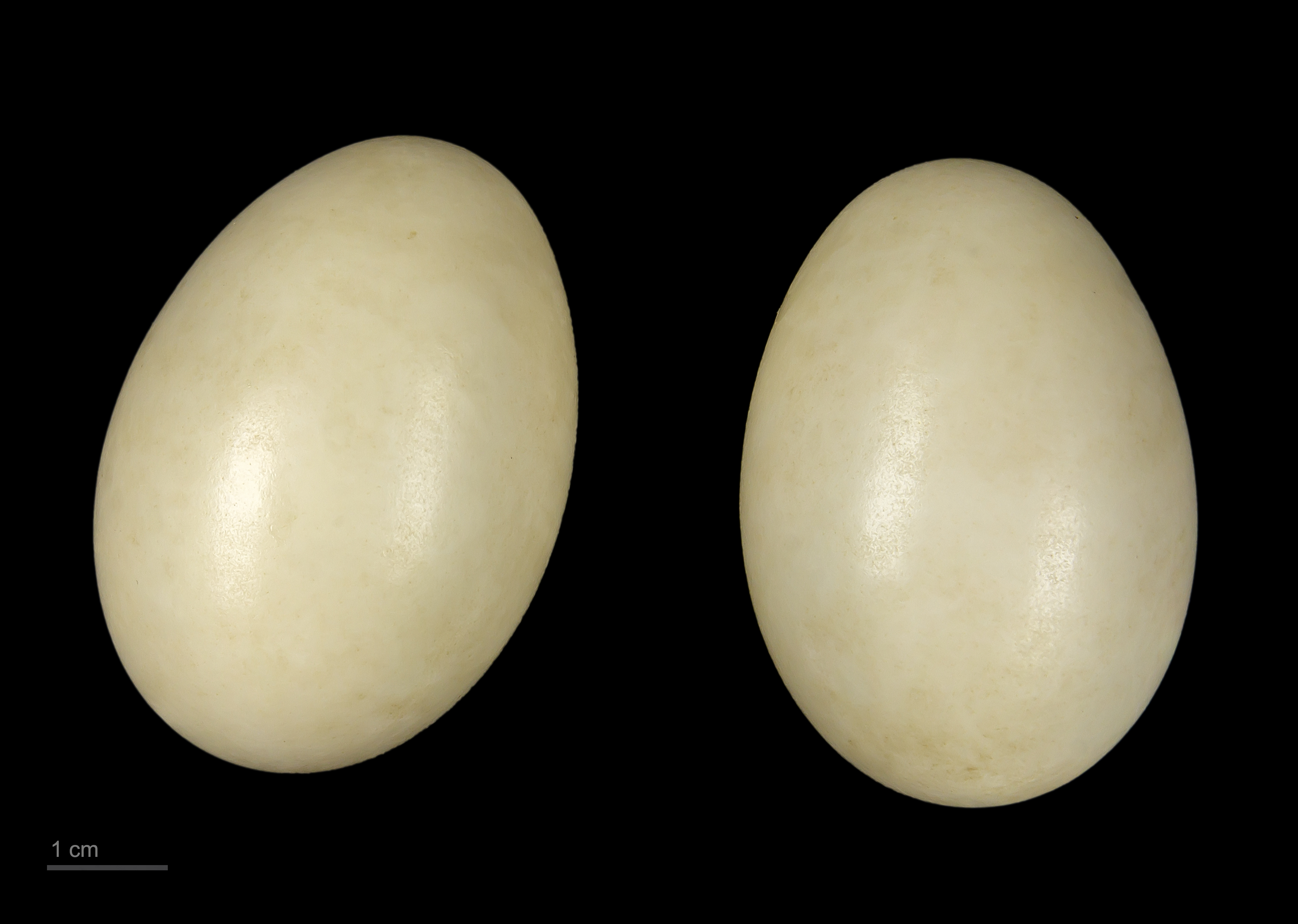
Jaja z kolekcji muzealnej

Gniazda buduje w starych dziuplach dzięciołów. Samica znosi raz w roku 7–16 kremowo-żółtych jaj, które wysiaduje przez okres 28–33 dni.
Dieta obejmuje owady, skorupiaki, mięczaki i nasiona. Pokarm zdobywa nurkując na otwartych, płytkich wodach.

## Status
W Czerwonej księdze gatunków zagrożonych IUCN gągołek jest klasyfikowany jako gatunek najmniejszej troski (LC – Least Concern). Liczebność populacji według szacunków organizacji Partners in Flight z 2020 roku wynosi około 1,3 miliona dorosłych osobników, zaś jej trend oceniany jest jako wzrostowy.